# マルセル・ビジャール
マルセル・ビジャール（Marcel Bigeard, 1916年2月14日 - 2010年6月18日）は、フランスのムルト＝エ＝モゼル県トゥール生まれのフランス陸軍軍人、政治家。第一次インドシナ戦争とアルジェリア戦争において重要な役割を果たした人物である。その軍歴は兵卒から始まり、陸軍士官学校と陸軍大学校を経ることなく将官にまで登りつめた。ジャン・ラルテギーの作品中では、世が世なら軍曹止まりであったと評される。

## 青少年期
マルセル・ビジャールは1916年2月14日、鉄道員の父ローランと気難しい性格の母ソフィとの間に生まれる。4歳上の姉シャーロットがいた。ローランはマルセルに愛国心を教え込み、これが後の人生に影響を与える。
14歳になると家計を支えるため学校を中退し、地元のソシエテ・ジェネラル銀行で働くこととなる。1936年9月、兵役年齢に達したため召集され、バ＝ラン県アグノーに駐屯するマジノ線配備の第23歩兵連隊に配属される。あまり勤務態度は熱心ではなかったが、2年間の兵役期間中に上級伍長まで進級し除隊する。その後地元に帰り、再び銀行勤めに戻る。

## 第二次世界大戦
1939年9月に第二次世界大戦が勃発、フランス軍は動員を開始し、ビジャールも軍曹に昇進の上で再召集され、オファンに駐屯する第79要塞歩兵連隊に配属される。その間に下副官に昇進した。やがてナチス・ドイツのフランス侵攻が始まり、1940年6月にドイツ軍の捕虜となる。2回脱走を試みて失敗ののち、1941年11月11日に捕虜収容所からの脱走に成功し、自由フランス軍に合流するため北アフリカへ向かった。1943年に少尉に昇進し、1944年にはイギリス陸軍による特殊作戦の訓練を受けた後、アンドラ国境付近に接するアリゼ・ドパルトモンでレジスタンス活動を指導するための4個部隊の一員として占領下のフランスに空挺降下で潜入した。優勢なドイツ軍に対し、大胆な待ち伏せ戦術で戦果を収め、英国殊勲章を授与される。ビジャールの愛称である「ブルーノ」は、この期間中に使用したコードネームに由来する。その後、終戦までに大尉にまで昇進する。

## 第一次インドシナ戦争
1945年10月にインドシナへ派遣される。2年間の勤務の後に帰国するも、再びインドシナに戻り、第3タイ大隊やインドシナ行進大隊に勤務し、1952年7月に第6植民地落下傘大隊の大隊長となる。1953年11月にディエンビエンフーに先遣隊として降下し、要地確保後に撤収する。1954年3月16日、ディエンビエンフーの戦いの増援としてエリアンヌ陣地に降下、アンヌ＝マリー1号/2号陣地の奪回を図るも不成功に終わる。その後はピエール・ラングレ中佐と共に、ディエンビエンフー防衛戦の事実上の指揮を執る。戦闘中に中佐に昇進、ディエンビエンフー陣地群の陥落後、ベトミン軍の捕虜となる。

## アルジェリア戦争
ベトミンによる洗脳工作に耐えながらの捕虜生活で黄熱病に罹患し、3か月で捕虜から解放され帰国する。ビジャールはインドシナ戦争でゲリラの本質に気付き、次の戦場においても共産主義者はゲリラ戦で挑んでくることを確信していた。休養後、フランス領アルジェリアに派遣され、既に現地に駐屯していた第3植民地落下傘連隊の連隊長に就任する。しかし、同連隊は落下傘部隊であるにも拘らず、員数を満たすため過半が予備役兵で構成され、兵達の錬度・素質はばらつきが激しかった。ビジャールは速やかに不適格者の排除に乗り出し、希望者には他部隊への転属機会を設けた。そして残留した素質優良な将兵達を山岳地帯に送り込み、2か月間に及ぶ猛訓練に励んだ。訓練終了後アルジェに戻り、パレードを実施して市民達に際立った精強さを誇示した。特にビジャールも愛用した落下傘兵用の戦闘帽（キャスケット・ビジャール）はひときわ目を引き、後に落下傘徽章と共に落下傘部隊の象徴となり、多くのフランスの青少年達の憧れとなる。
ビジャールが指揮する第3植民地落下傘連隊は、アルジェリア駐留軍にあって他の落下傘部隊の規範と見なされるようになっていた。部隊を観閲する際はヘリコプターからの着陸は好まず、あえて落下傘降下で登場し、着地と同時に見事な敬礼を見せるパフォーマンスを誇示した。第3植民地落下傘連隊は各地で掃討戦を行い、1957年のアルジェの戦いでは主力となる。ビジャールはカスバ内に潜む組織をあぶりだすため、「碁盤の目作戦」を実施して次々と容疑者を拘束していった。その過程で拘束者に対する拷問が行なわれた。しかしラルビ・ベン・ムヒディの殺害では、ビジャールの手元に居れば自殺することがなかったとされる。
アルジェでの掃討戦が終わると内陸部での戦闘に戻り、アグーネンダの戦いなどで活躍する。これらの活動により、第10落下傘師団長ジャック・マシュからはアトラス卿と賞賛された。1958年3月に連隊長をロジェ・トランキエと交代し、ジャック・シャバン・デルマス国防大臣の命により、フィリップヴィルに佐官将校向けの1か月間におよぶ教育期間の対ゲリラ戦過程を実現するように尽力し、これに供する施設をジャンヌダルク海岸に設け、落下傘部隊用の休養・士気回復センター、通称「ジャンヌダルク学校」を創設する。
1959年にセティフ管区の司令官となり、3月には戦列に復帰してシャール計画での掃討戦に参加した。1961年の将軍達の反乱では自制心を保ち、反乱軍には与しなかった。

## 戦争後
1967年に准将に昇進し、ダカール駐留軍司令官に着任する。1970年にインド洋方面駐留軍司令官に着任し、1973年のマダガスカルでの政変まで勤務する。フランスに帰国後はパリ軍管区副総監に、1975年にはヴァレリー・ジスカール・デスタン大統領により国防次官に任命され、在任中は長年続いた戦争と軍縮を要因とする疲弊した軍の士気再建事業と、戦時動員により巨大化していた軍に流入あるいは同調・転向した革命分子や融和分子の追放にあたった。1976年8月4日に中将で退役する。

## 退役後の政治活動と執筆活動
1978年にムルト＝エ＝モゼル県選挙区からフランス民主連合の国民議会議員として当選、1988年まで務める。その後は主に自伝などの執筆活動を行なう。

### 著作
- Le manuel de l'officier de renseignement, Lavauzelle [titre imprimé pour l'armée française et retiré du catalogue par l'éditeur - il s'agit d'un manuel détaillant notamment des techniques de torture utilisées par l'armée afin d'obtenir des renseignements]

Contre guérilla, 1957
- Aucune bête au monde ..., Pensée Moderne, 1959
- Piste sans fin, Pensée Moderne, 1963
- Pour une parcelle de gloire, Plon, 1975
- Ma Guerre d'Indochine, Hachette, 1994
- Ma Guerre d'Algérie, Editions du Rocher, 1995
- De la brousse à la jungle, Hachette-Carrère, 1994
- France, réveille-toi ! ,Editions n°1, 1997
- Lettres d'Indochine, Editions n°1, 1998-1999 (2 tomes)
- Le siècle des héros, Editions n°1, 2000
- Crier ma vérité, Editions du Rocher, 2002
- Paroles d'Indochine, Editions du Rocher, 2004
- J'ai mal à la France, Edition du Polygone, 2006
- Adieu ma France, Editions du Rocher, 2006